# Escorteur d'escadre

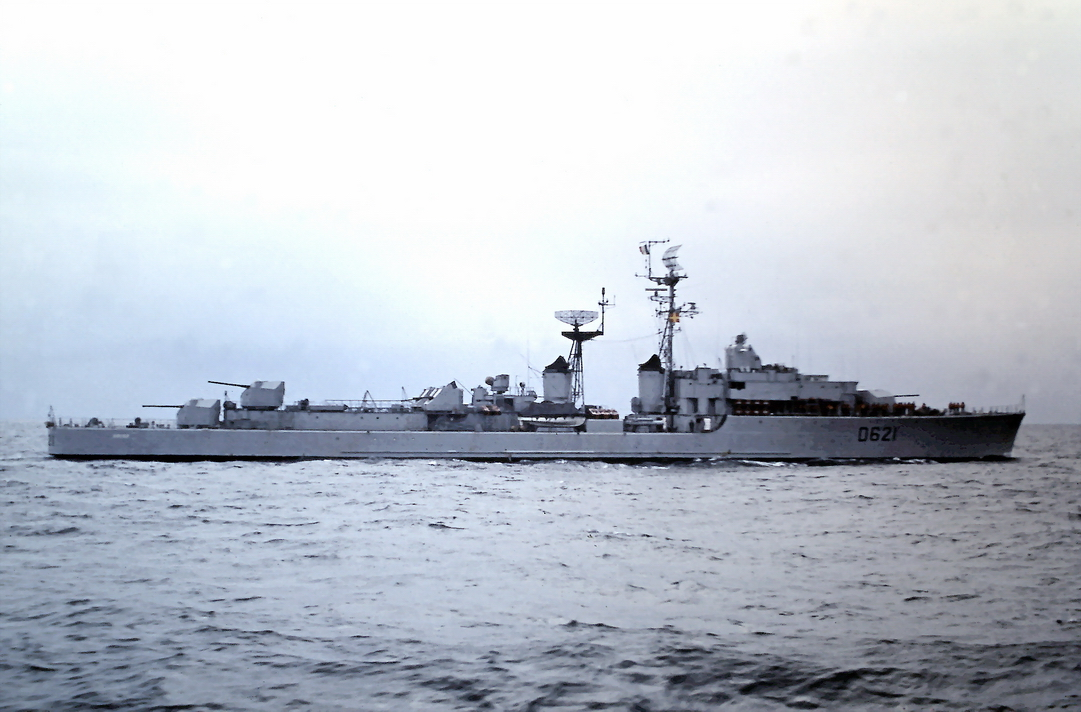
T47 : Le Surcouf (en 1970, quelques mois avant son abordage.

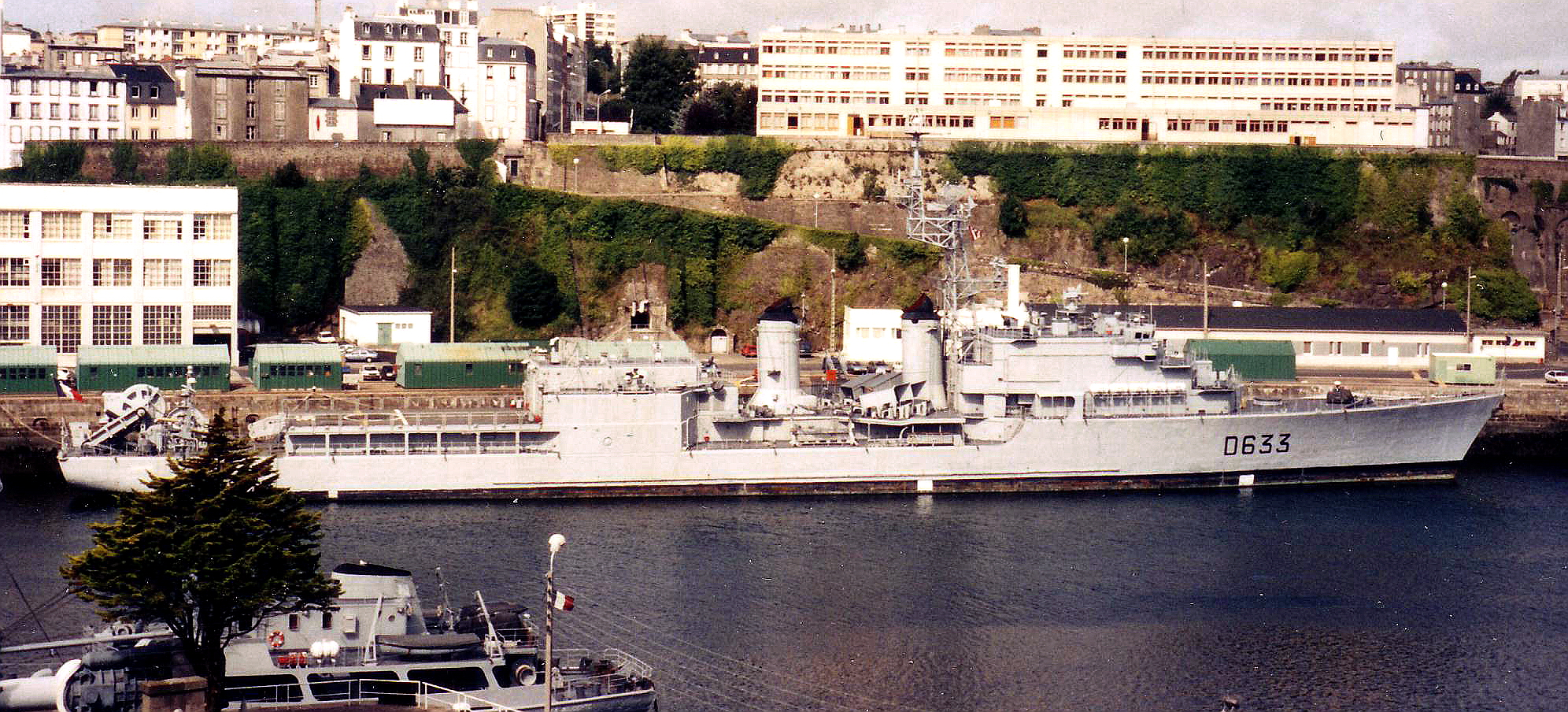
T53 : Le Duperré désarmé à Brest en 1993, dernier EE encore en service en 1992.

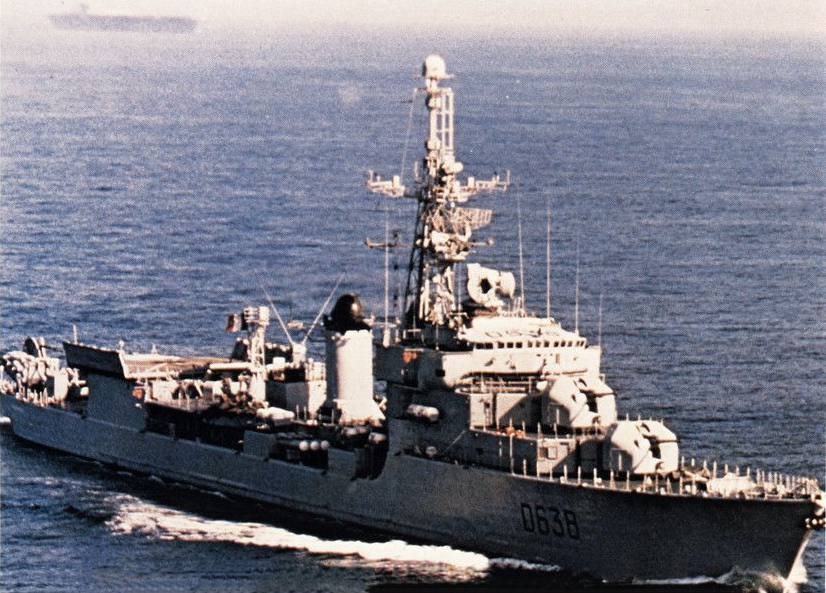
T56 : La Galissonnière vers 1983.

Les escorteurs d’escadre (« EE » en abrégé) constituaient une série de dix-huit bâtiments de la Marine nationale française dérivés des contre-torpilleurs, de la famille OTAN des destroyers. Construits entre 1951 et 1960, ils constituaient trois variantes successives : douze classe T 47, puis cinq classe T 53 et enfin un classe T 56.
Ces bâtiments avaient initialement pour mission l'attaque à la torpille des bâtiments de surface et la protection antiaérienne (AA) et anti-sous-marine (ASM) des grandes unités, la protection des convois étant dévolue à une classe de bâtiments plus petits, les escorteurs rapides. Beaucoup furent profondément modifiés au cours de leur carrière pour s'adapter à l'évolution des techniques et des menaces. Environ 80 000 marins se succédèrent à leur bord entre 1955 et 1992.
C'est un escorteur d'escadre, le Maillé-Brézé qui devint, à Nantes, en 1988, le premier navire musée à flot de France.

## Motifs de création et financement
À la fin de la Seconde Guerre mondiale, la France ne disposait plus que de six contre-torpilleurs dans des états divers. Viendront s'y ajouter quatre destroyers d'origine allemande rétrocédés par le Royaume-Uni : Desaix, Kléber, Hoche et Marceau, ultérieurement rejoints par deux croiseurs légers italiens (Châteaurenault et Guichen) et quatre contre-torpilleurs d'origine italienne : Duchaffault, Duperré, Jurien de la Gravière et D'Estaing. L'ensemble de ces unités disparates et usées, au fonctionnement aléatoire, ne constituait qu'un expédient temporaire et ne répondait pas aux critères techniques d'une flotte moderne. Entre 1946 et 1948, plusieurs projets de construction de nouveaux bâtiments de guerre français virent le jour, dans l'optique d'une participation à des forces (Task Force) internationales.
En 1948, le début de la guerre froide et les prémices de la création de l'Organisation du traité de l'Atlantique nord (OTAN) rendirent urgente la mise en chantier de bâtiments neufs et performants. Les besoins dans cette catégorie ont été estimés à 18 bâtiments pour répondre aux besoins nationaux et aux futures demandes de l'OTAN.
Les difficultés budgétaires de la France vont toutefois limiter ses possibilités d'investissement militaire et nécessiter l'aide des États-Unis. Basée sur le Mutual Defense Assistance Program, ce prêt pour la marine française se concrétisera par une participation financière du gouvernement américain de l'ordre du tiers des dépenses totales engagées entre 1950 et 1956. À ce titre les escorteurs d'escadre bénéficieront principalement d'équipements de télécommunications (radio) et de contre-mesures électroniques.
Au cours des années 1960, quatre installations de missiles surface-air Tartar seront fournies pour quatre bâtiments, et dont une partie sera financée par le gouvernement des États-Unis.

## Origine du nom
Le premier type de bâtiment fut codifié T47, T pour Torpilleur et 47 pour l'année de conception. Les opérations navales durant la Seconde Guerre mondiale ayant mis en évidence le rôle essentiel des escortes de protection, c'est le terme « escorteur » qui est choisi par les Français pour ce nouveau type de bâtiment de guerre, se substituant aux précédentes catégories de « torpilleur » ou de « contre-torpilleur », qui sont définitivement abandonnées.
Le nom évoluera à plusieurs reprises, d'abord en « escorteur rapide », puis en « destroyer-escorteur de 1ère classe », et à nouveau « escorteur rapide »  pour finalement, en 1955, se stabiliser définitivement en « escorteur d'escadre ». Le terme sera appliqué tout au long de leur existence aux trois types successifs. Toutefois, leur classification OTAN étant celle de « destroyer », ils porteront sur la coque un indicatif visuel européen commençant par la lettre D, allant de D621 à D638.

## Types d'escorteurs d'escadre

### Les douze T47

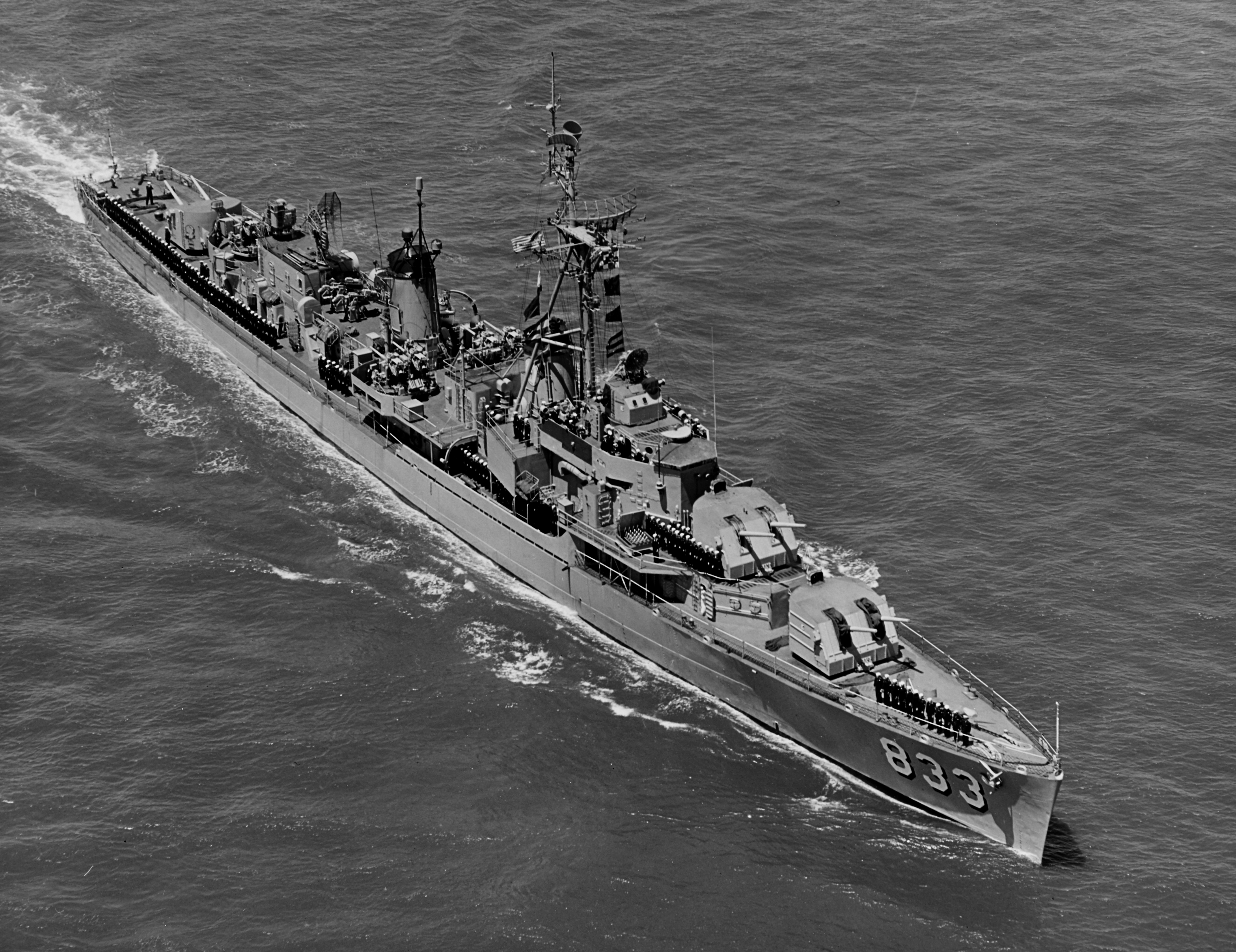
Destroyer américain de la classe Gearing

En 1946, débutèrent les premières études conjointes entre l'état-major de la Marine nationale et le service technique des constructions et armes navales (STCAN) pour concevoir des nouveaux bâtiments d'escorte dérivés des destroyers américains de la classe Gearing lancés à partir de 1944. De nombreuses modifications des caractéristiques et des choix d'armements éloignèrent rapidement du modèle américain initial et firent évoluer la demande vers un projet spécifique qui prit officiellement le nom de « T47 » dans un courrier n°17.770 de la STCAN en date du 11 octobre 1946. Les contraintes diverses et les évolutions dans les choix aboutirent, le 8 décembre 1947, au premier projet concret d'un « T47A », suivi le 16 février 1948, de deux variantes, le « T47B » et le « T47C ». Après d'ultimes demandes du Conseil supérieur de la marine, c'est le projet « T47B », avec quelques variantes, qui est adopté au milieu de l'année 1949. Plusieurs modifications seront apportées au cours des constructions successives. En fait les besoins évoluèrent très vite et nécessitèrent des refontes profondes de la plupart des douze bâtiments de ce type pour les équiper de missiles spécialisés à la défense antiaérienne (AA) ou à la lutte contre les sous-marins (ASM).

### Les cinq T53
Dans les années 1953-54, la mise en chantier des porte-avions Clemenceau et Foch a nécessité d'adapter la configuration des cinq escorteurs d'escadre prévus au budget 1953 pour une défense antiaérienne renforcée afin d'assurer leur protection. La base restera le type T47B mais avec des radars beaucoup plus performants et fiables. Les moyens de défense AA reposent sur la seule artillerie de 57 mm et de 127 mm, un lance-roquettes ASM de 375 mm est installé en remplacement des deux tube lance-torpilles courts de l'avant. Les modifications demandées sur les T47 sont intégrées : un roof continu permet de relier l'avant à l'arrière et la passerelle est fermée.

### Le T56

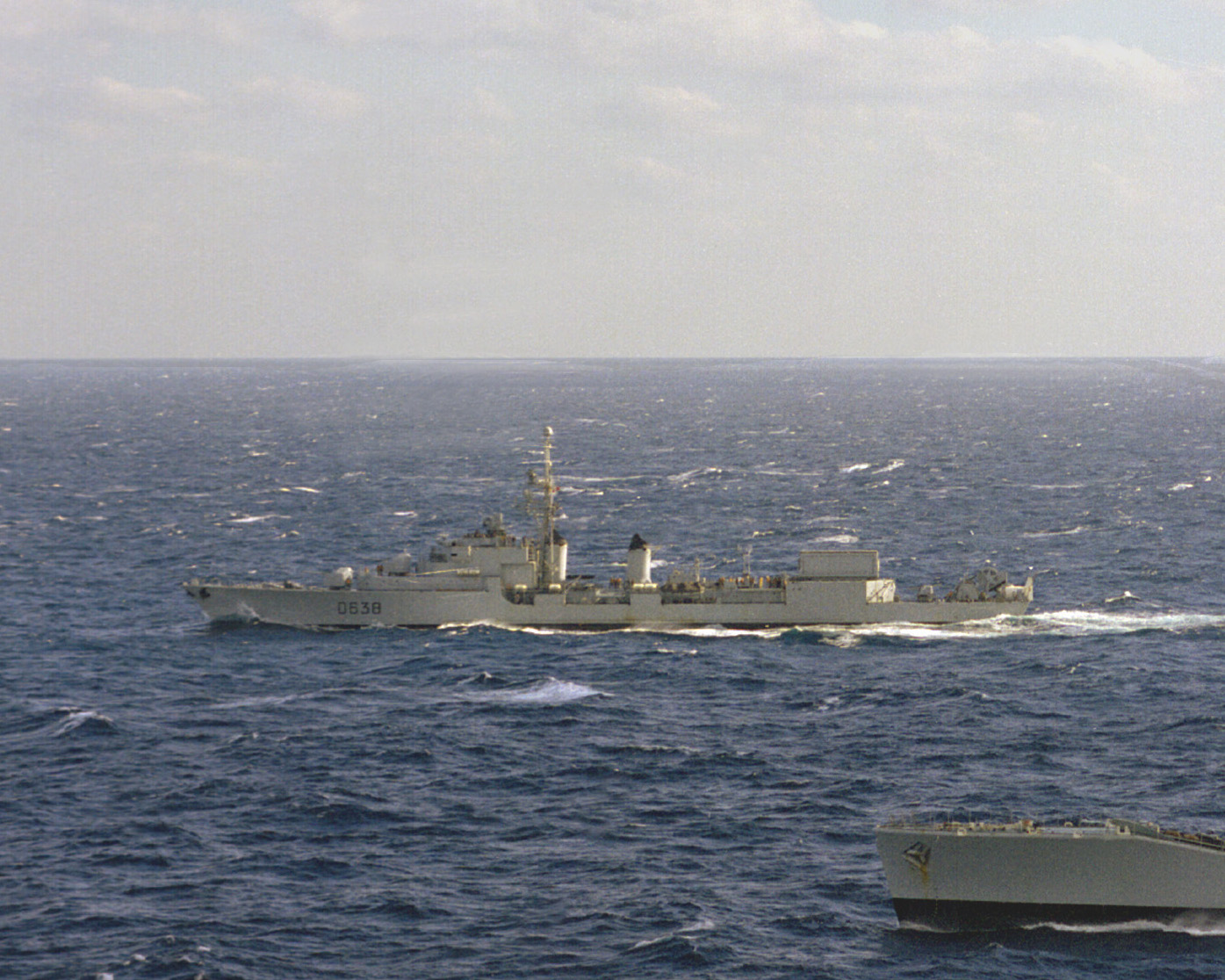
EE La Galissonnière en 1978

Le La Galissonnière (D638), unique escorteur d'escadre de ce type a été, dès sa construction fin 1958, conçu comme un bâtiment d'expérimentation pour mettre au point les équipements ASM des futures générations de bâtiments dédiés à cette fonction. Si sa coque et sa propulsion reprennent l'essentiel de celles des T47 et des T53, son armement est modernisé par rapport aux bâtiments précédents : les canons de 57 et de 127 mm sont remplacés par deux tourelles simples de 100 mm, un mortier ASM quadruple de 305 mm complète l'armement anti-sous-marin, un sonar de coque et un sonar remorqué à basse fréquence remplacent les équipements haute fréquence, et surtout un missile ASM Malafon et une plate-forme pour hélicoptère lui fournissent des moyens d'action à grande allonge.
À la fin des années 1960, sa mission d'expérimentation ayant abouti, ce bâtiment a été intégré aux forces navales et aux escadres.

## Caractéristiques générales communes
Les superstructures et les équipements des escorteurs ont considérablement variés en fonction des types et des refontes successives. Toutefois les principales caractéristiques sont restées communes ou proches entre les différents bâtiments :
- longueur : 128 mètres ;
- largeur : 12,80 mètres ;
- déplacement en charge : de l'ordre de 3 800 tonnes ;
- vitesse maximale : 33 à 34 nœuds ;
- autonomie : 5 000 nautiques à 18 nœuds ;
- équipage : de 300 à 350 marins, variable selon l'armement et les missions.

### Construction
Si des différences existent entre les trois types pour les équipements, l'armement et les aménagements, la construction de la coque demeure relativement identique. Seul l'arrière est un peu plus long et plus fin sur les T53, la différence étant encore plus marquée sur le T56 qui reçoit d'origine un sonar remorqué.
La coque est formée par 17 tranches (de A à Q, de l'avant à l'arrière), séparées par des cloisons étanches sans ouverture joignant le fond au pont principal.

### Propulsion

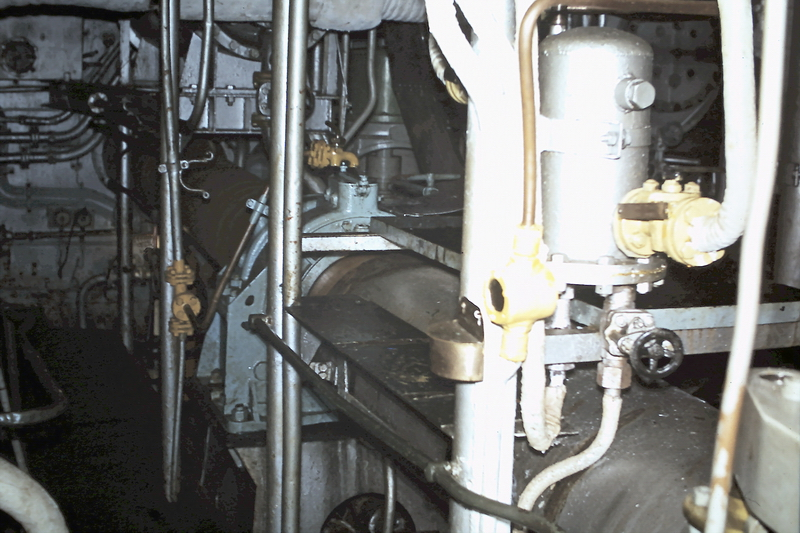
Ligne d'arbre tribord et un de ses palier.

Les escorteurs d'escadre étaient propulsés par deux turbines à vapeur équipées de réducteurs actionnant chacune une des deux lignes d'arbres. Elles étaient alimentées par deux groupes de deux chaudières produisant de la vapeur. Leur répartition à bord était la suivante : chaufferie avant, machine avant (ligne d'arbre tribord) , chaufferie arrière puis machine arrière (ligne d'arbre bâbord). Les circuits de vapeur étaient interconnectables, ce qui permettait de pouvoir alimenter les deux turbines avec une seule chaudière si nécessaire. La puissance totale développée était de 63 000 ch.
Deux types de turbines, ayant des caractéristiques proches, de marque Parsons et Rateau furent installés.

### Alimentation électrique
Elle était assurée par deux turbo-alternateurs de 400 kW actionnés par la vapeur, complétés par deux diesels alternateurs de 180 kW assurant la production d'électricité lorsque les chaudières étaient éteintes et le complément nécessaire lorsque le navire passait aux postes de combat. Sur le T56, la puissance des générateurs passe à respectivement 500 kW et 320 kW.

### Gouvernail
La commande hydraulique du gouvernail, située dans l'avant-dernière tranche du bâtiment, était assurée par deux moteurs actionnant deux pompes rotatives, commandant chacune deux des quatre vérins de 55 tonnes chacun faisant pivoter la mèche du gouvernail. En cas d'avarie, une pompe à bras, actionnée par deux hommes, permettait de conserver le contrôle de la barre.

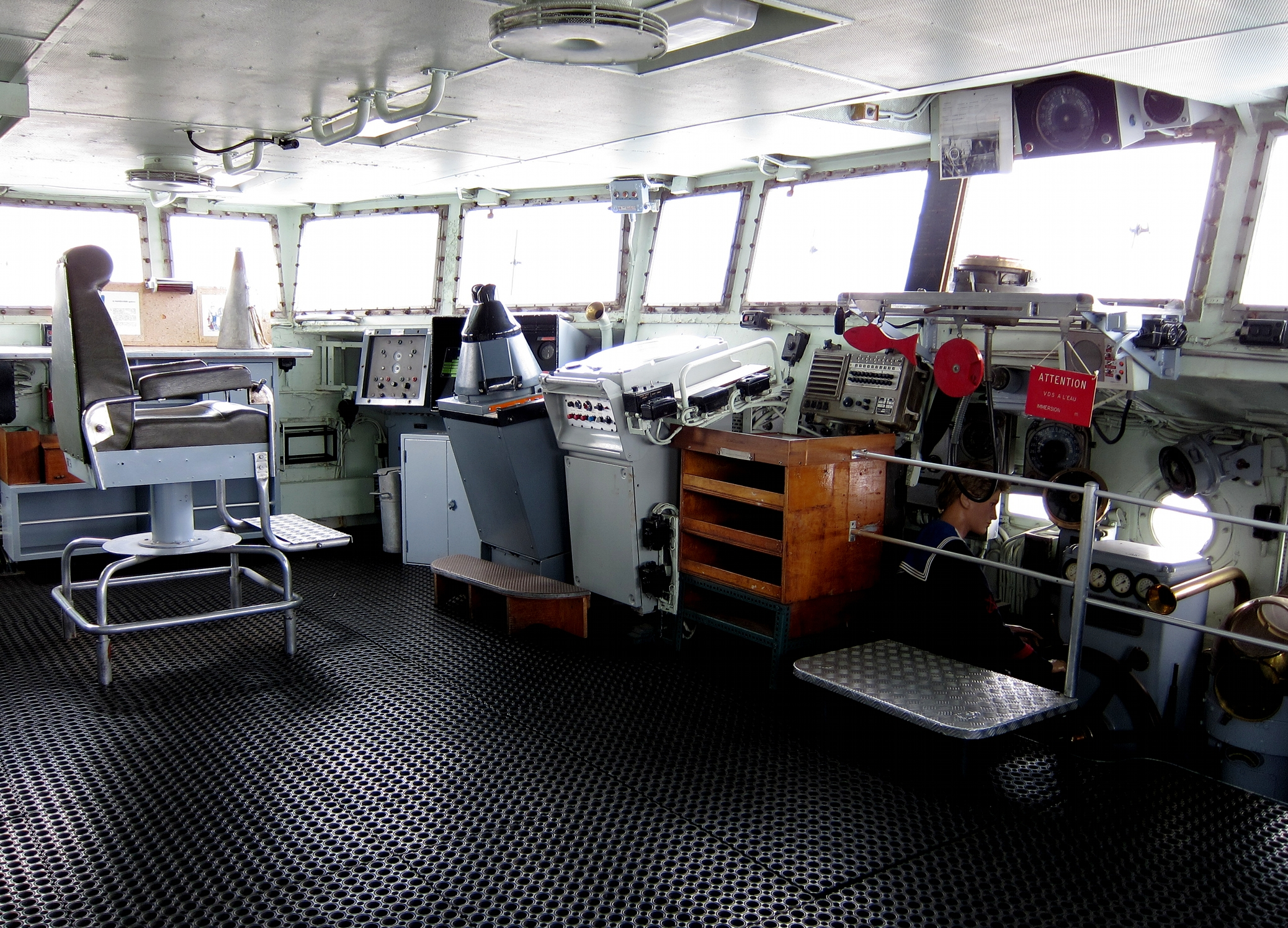
La passerelle du Maillé Brézé après refonte
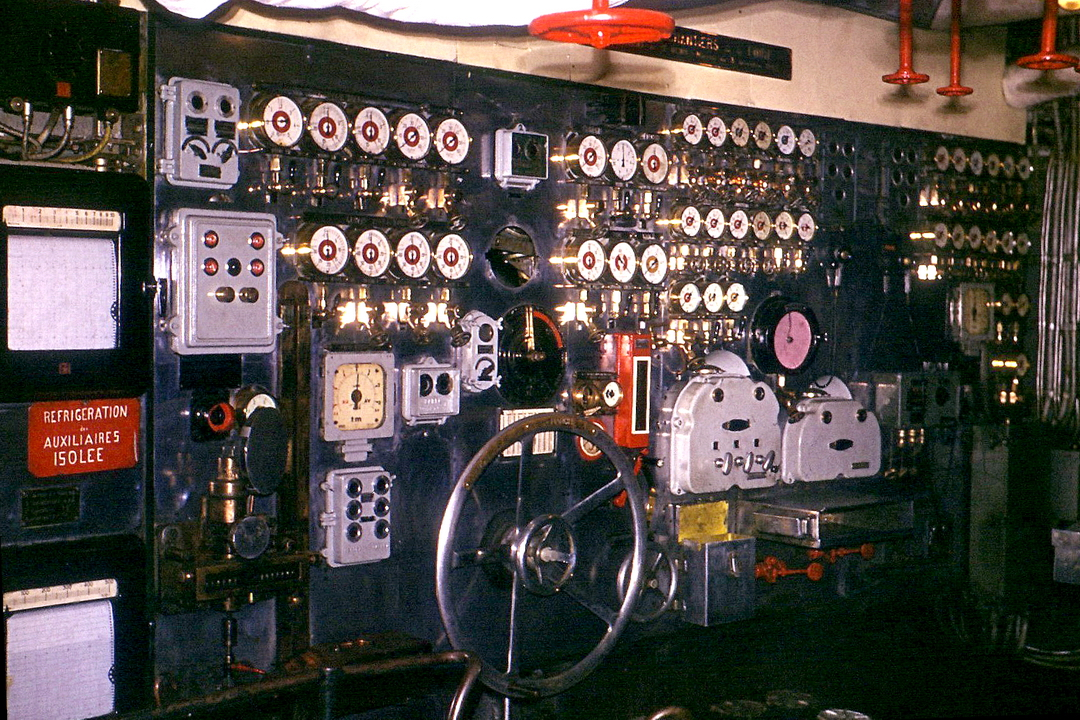
Le tableau de commande de la machine avant
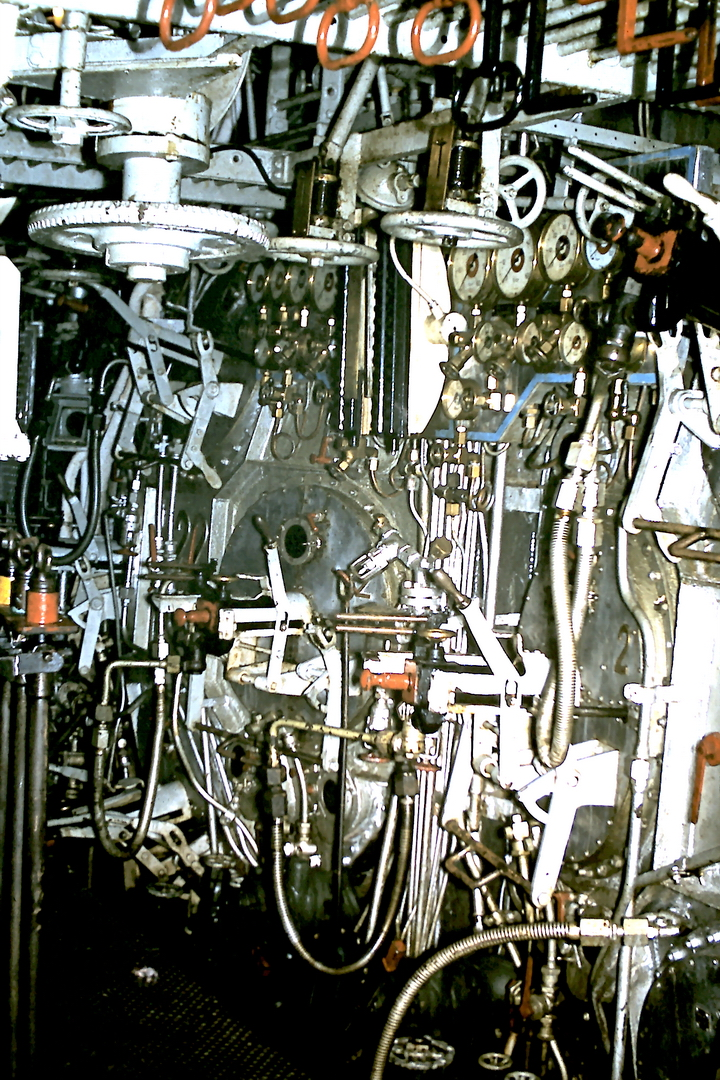
La chaufferie avant
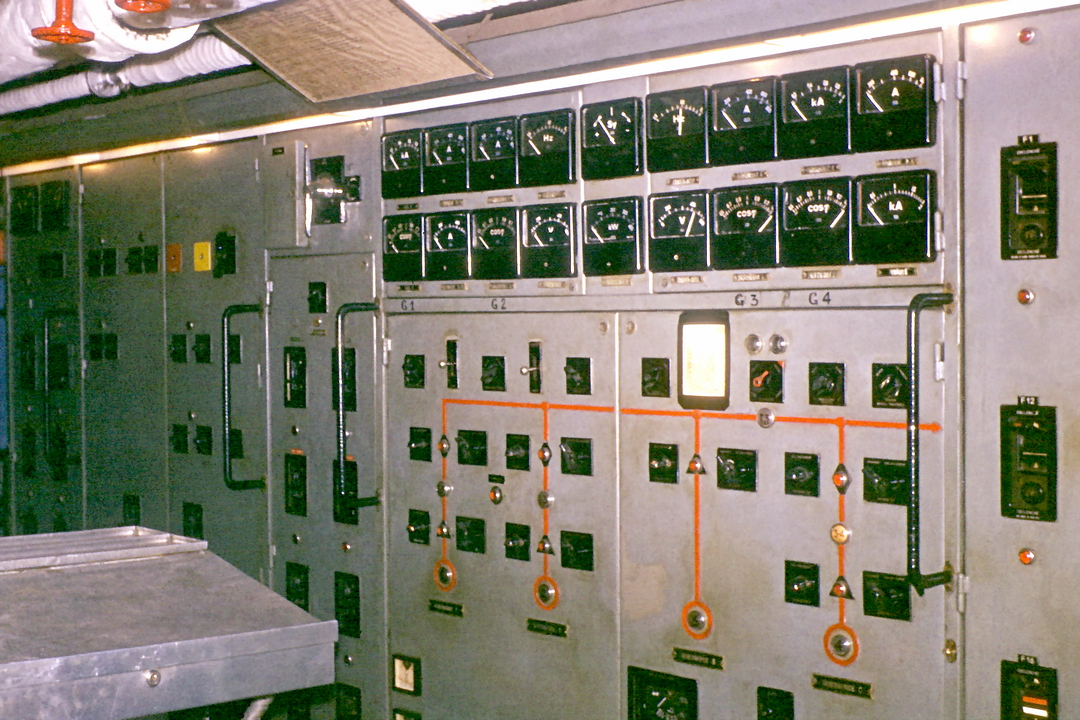
Le tableau électrique avant
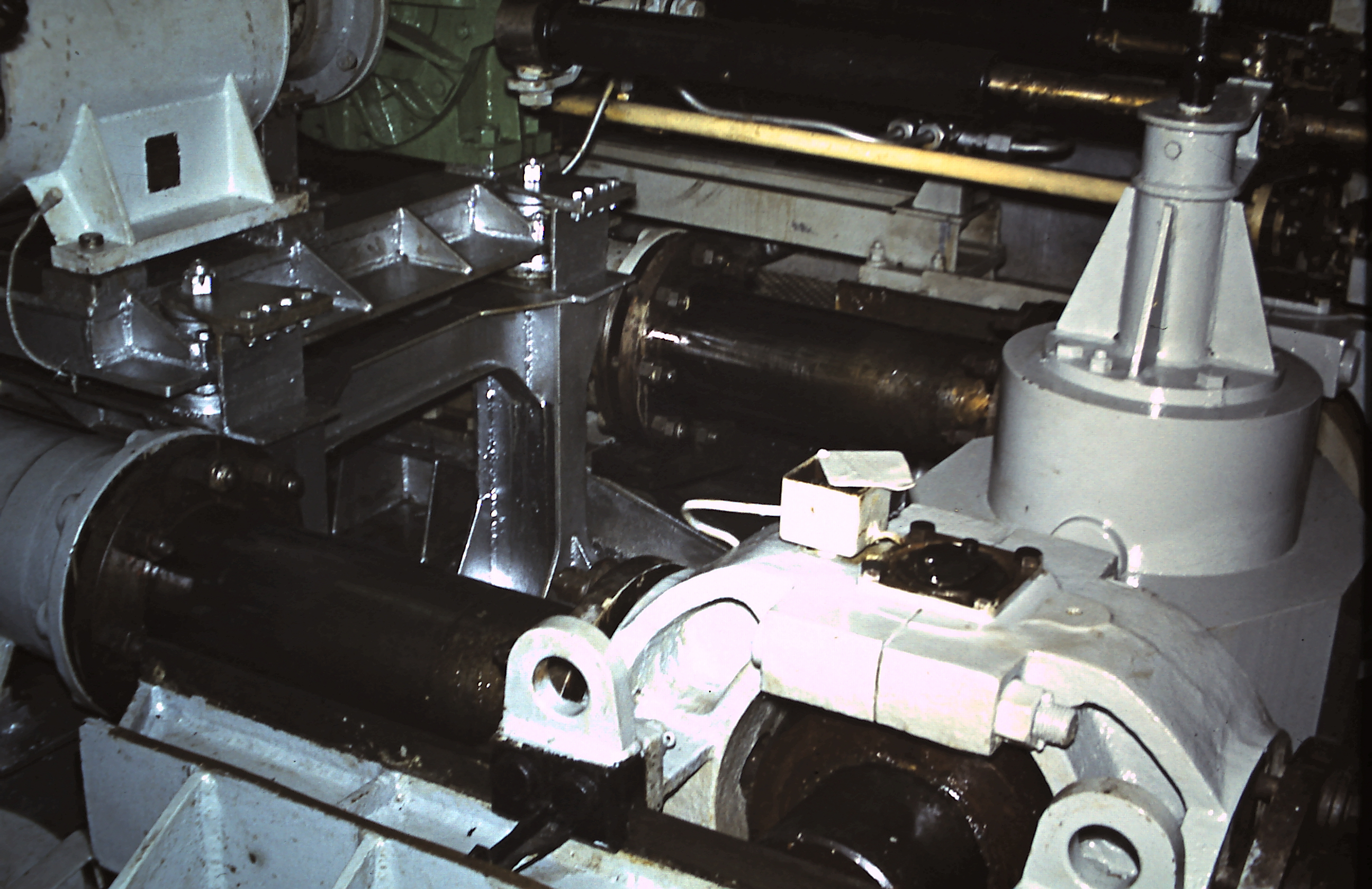
Deux des quatre vérins actionnant le safran du gouvernail

## Qualités nautiques et performances
Les escorteurs d'escadre étaient connus pour avoir de très bonnes qualités nautiques et une très bonne tenue à la mer, même par gros temps.
Bien que leur vitesse maximale officielle soit de 33 ou 34 nœuds, la vitesse réelle obtenue en régime PMP (puissance maximale pratique) se situe entre 35,29 nœuds et 36,63 nœuds. L'EE Maillé-Brézé détient le record absolu de vitesse pour avoir atteint 39 nœuds (72,2 km/h) le 27 mars 1956 en régime TFP (tous feux poussés).
On lit parfois des descriptions de caractéristiques passablement exagérées : « [les escorteurs d'escadre]… étaient les premiers navires atomiques [sic] de la Marine française. Entièrement étanches, avec très peu de hublots, ils peuvent naviguer impunément dans les eaux empoisonnées par les explosions nucléaires. Un dispositif d'arrosage en pluie leur permet de se décontaminer entièrement au sortir de la zone dangereuse. ». En fait les escorteurs d'escadre ont toujours souffert d'un problème d'étanchéité du fait des matériaux légers employés pour leurs superstructures. En outre, aucune coursive fermée ne permettant de relier l'avant à l'arrière sur les T47 avant leur refonte, la protection du personnel ne pouvait évidemment être assurée.

## Armement
Les escorteurs d'escadre ont été conçus pour la protection des convois et des grosses unités contre les avions et les sous-marins.

### Défense anti-aérienne
Au moment de leur conception, la défense anti-aérienne (AA) était constituée exclusivement, pour les T47 et T53 par :
- une tourelle double axiale AA de 127 mm sur la teugue et une pseudo tourelle double AA de 57 mm sur le roof devant la passerelle ;
- deux pseudo-tourelles doubles latérales de 57 mm Bofors sur chaque bord derrière la seconde cheminée ;
- deux tourelles doubles axiales AA de 127 mm sur le rouf et la plage arrière.

#### Canons de127mm
L'expérience acquise au cours de la Seconde Guerre mondiale a déterminé le choix par l'OTAN pour des canons d'un calibre de 127 mm (5 pouces), d'une longueur de 57 calibres (7,24 m), comme le standard pour l'artillerie navale des destroyers des pays membres. Le canon de 127 mm est polyvalent, pouvant tirer contre la terre, anti-navires et anti-aérien.
Ce sont donc des tourelles doubles de ce calibre, fabriquées en France, qui ont constitué l'artillerie principale des T47 et des T53, à raison de 3 tourelles.
Les performances de ces canons étaient médiocres, tant par la difficulté à les manœuvrer rapidement que par les problèmes posés par le système de pointage. En outre, le télépointage décrochait en cas de roulis supérieur à 15°.

#### Canons de57mm
Les pseudo tourelles doubles de 57 mm modèle 1947 constituaient l'artillerie secondaire. Ces canons étaient automatisées, mais nécessitaient toutefois huit canonniers pour leur mise en œuvre. Pouvant tirer à la cadence de 60 coups par tube à la minute, leur portée théorique de 14 300 mètres était en fait limitée à 5 600 mètres du fait de l'autodestruction des obus au bout de 10 secondes. Leur mise au point fut longue, mais ces canons donnèrent finalement satisfaction malgré une portée trop limitée.

#### Canons de20mm
En plus des tourelles de 127 mm et de 57 mm, les T47 et T53 sont également équipés de canon MK 4 Oerlikon de 20 mm au nombre de 4 puis de 2. Ces canons, dont la conception remontait à 1915, étaient des pièces de défense à vue, inefficaces contre les avions de l'après-guerre.

#### Canons de100mm
Si les tourelles de 57 mm finirent à la longue par donner une relative satisfaction, les tourelles de 127 mm sont considérées, dès l'origine, comme très peu performantes. De ce fait, sur le T56 (EE La Galissonnière) à vocation ASM, l'artillerie 57 mm et 127 mm sera remplacée par deux tourelles à tube simple de 100 mm polyvalentes modèle 53 beaucoup plus performantes, placées dans l'axe avant. Ces canons de 100 mm (modèle 64 dans certains cas), équiperont ultérieurement les EE refondus ASM.
L'étude a été lancée en 1953 au STCAN d'un canon naval polyvalent pouvant assurer la défense antiaérienne et le tir sur des cibles flottantes ou terrestres. La première tourelle de 100 mm modèle 53 a été d'abord testée sur l'escorteur rapide Le Brestois en 1958 avant d'équiper progressivement tous les nouveaux bâtiments français, et ce jusqu'aux frégates de la classe La Fayette construites en 1999. Sa portée anti-aérienne est de 6 000 mètres et de 12 000 mètres contre des objectifs navals ou terrestres. Sa cadence initiale de 60 coups par minute a été portée à 72 coups par minute sur le modèle 64.

Artillerie des escorteurs d'escadre
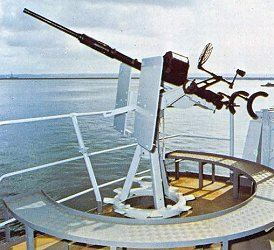
Canon Oerlikon de 20 mm
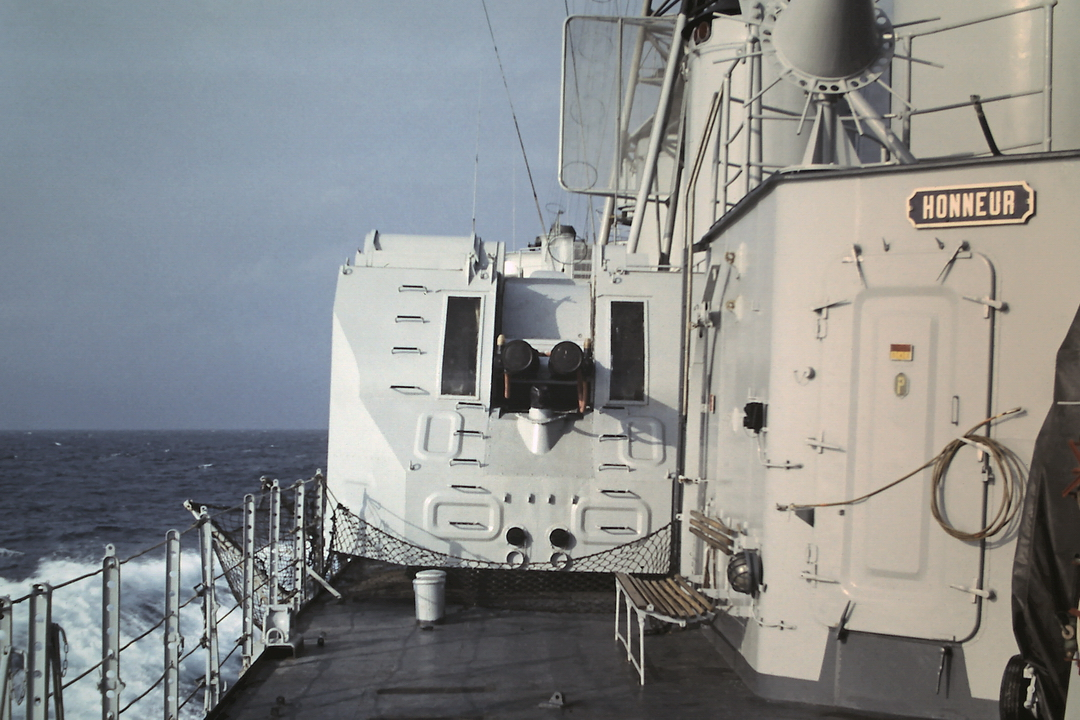
Pseudo tourelle de 57 mm double
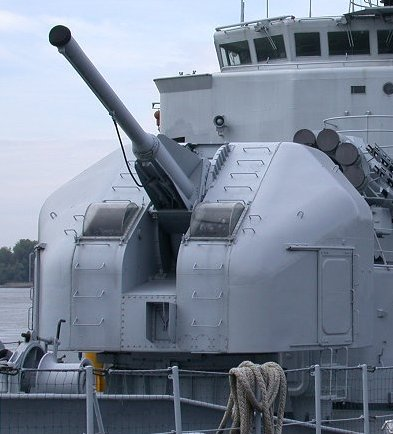
Tourelle de 100 mm

#### Missiles AA Tartar
Le système d'arme américain Tartar était un missile mer-air de conception américaine de moyenne portée développé par General Dynamics. Il a été l'un des premiers engins surface-air équipant les navires de l’US Navy et a été repris par de nombreuses marines dans le monde dont la Marine nationale française. En 1958, les États-Unis proposent de fournir gratuitement le système Tartar ; en avril 1959 la France répond favorablement à cette offre, pour la livraison de quatre ensembles Tartar (pour 4 T47B), au rythme d'une batterie par an à partir de l'été 1961. En juillet 1959, le MAAG (en), organisme américain chargé de la négociation, indique que la première batterie sera livrée en 1961. Mais, en novembre 1959, le M.A.A.G. signale que l'aide militaire américaine aux Alliés est diminuée, et qu'en conséquence la livraison des trois dernières batteries ne sera plus gratuite. Effectivement, seule le sera la première, installée sur le Dupetit-Thouars.
Il s'agissait d'un missile long de 4,57 mètres, d'un diamètre de 34,3 cm, pesant 520 kg. Propulsé par un moteur à poudre à double poussée (accélération, puis sustentation) il atteignait la vitesse de Mach 1,8 et pouvait atteindre une cible située jusqu'à 16 nautiques (environ (30 km) dans sa versions B et de 17,5 nautiques (environ (32,5 km) dans sa versions C, pour une altitude d'interception comprise entre 18 m (60 pieds) et 19 500 m  (65 000 pieds). Il était tiré à partir d'une rampe orientable de type Mk 13 surmontant un barillet vertical contenant 40 missiles permettant le tir d'un missile toutes les dix secondes. Le système était associé à un radar de veille tridimensionnel AN/SPS 39 de forme rectangulaire caractéristique, permettant de détecter et de suivre les menaces, et à deux paraboles de conduite de tir de 2,40 mètres de diamètre destinées à suivre les évolutions de la cible et « l'illuminer » en permanence. Le missile se dirigeait sur l'écho renvoyé par la cible et explosait en arrivant à proximité,.
Le missile Tartar RIM-24B a été installé sur les quatre T47 refondus AA : Le Dupetit-Thouars en 1963, le Du Chayla en 1964, le Kersaint et le Bouvet en 1965. De 1970 à 1975, leur système RIM-24 B initial a été progressivement converti au système RIM-24 C. Les deux systèmes d'armes qui équipaient respectivement le Bouvet (désarmé en 1982) et le Kersaint (désarmé en 1983) ont été démontés et envoyés aux États-Unis pour une mise au standard RIM-66. Ils ont ensuite été installés respectivement sur les frégates antiaériennes Cassard (1987) et Jean Bart (1990). Le Cassard a été désarmé en 2019, et le Jean Bart en septembre 2021. Ces frégates seront remplacées par les frégates multi-missions de défense aérienne (FREMM-DA ou FREDA) Alsace (admise au service actif en avril 2021) et Lorraine (elle le sera en 2022). Ce système d'arme, initialement conçu en 1960, aura ainsi eu une longévité de plus de 60 ans.

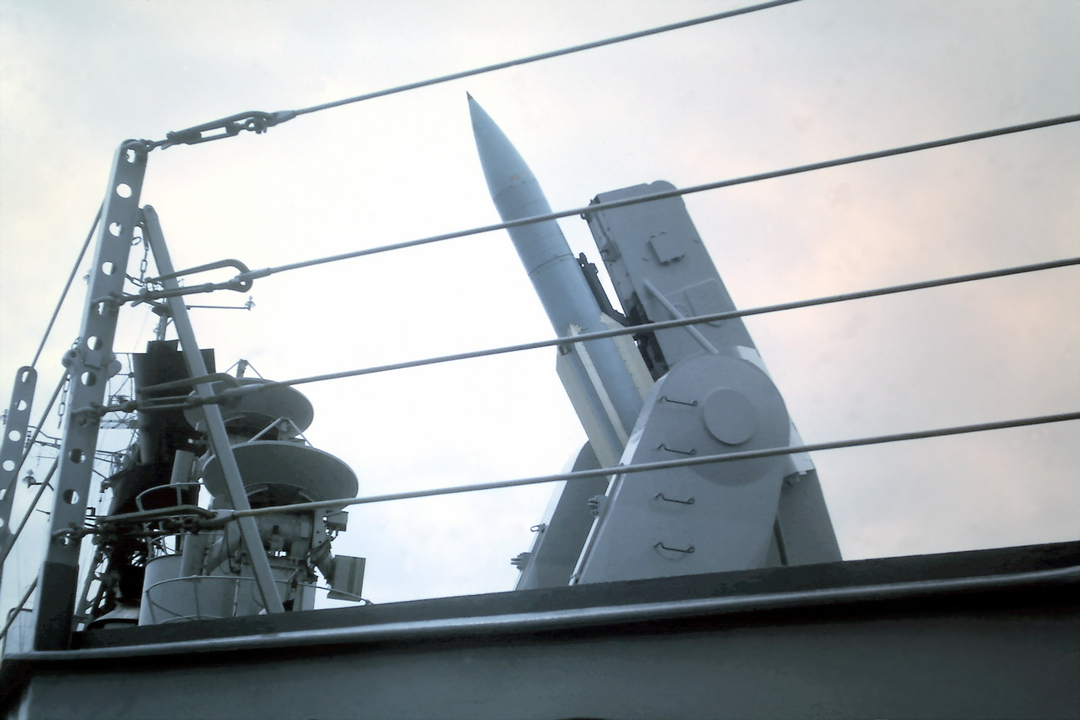
Tartar prêt au lancement
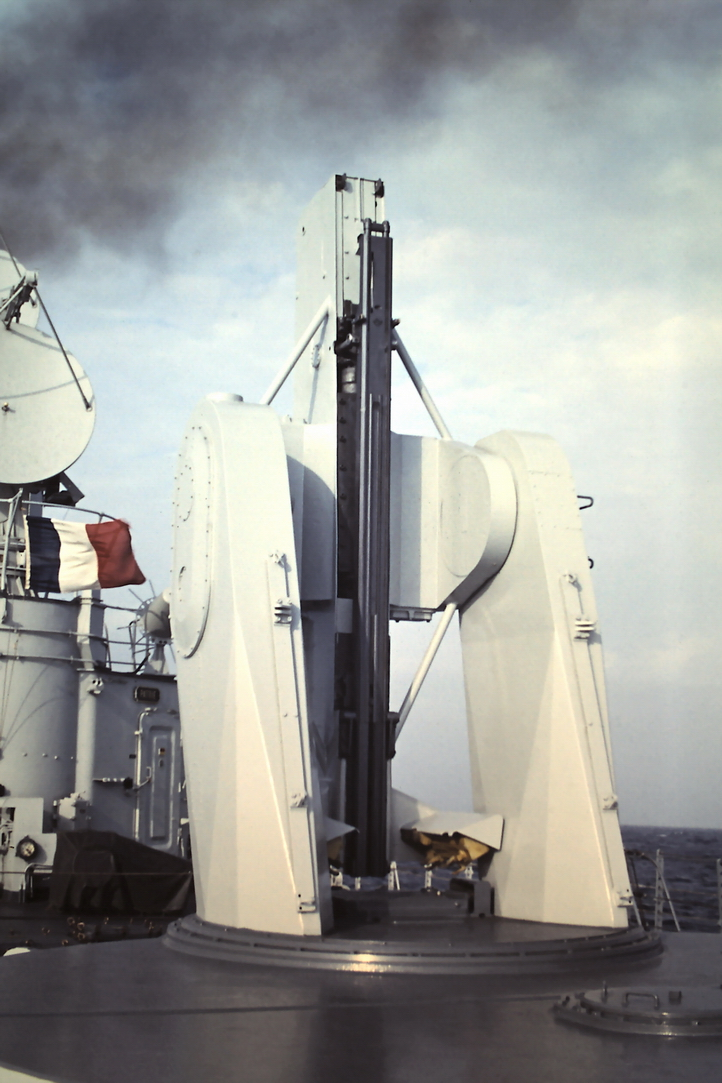
Rampe de lancement Mk 13
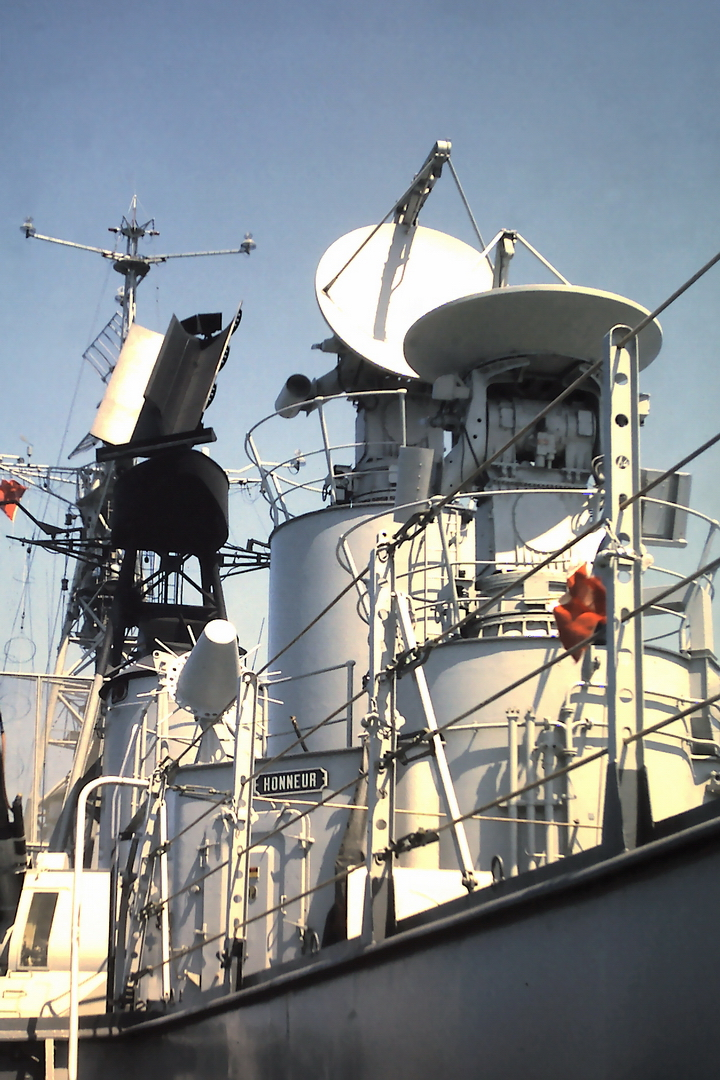
Radar tridimensionnel AN/SPS 39 et paraboles d'illumination
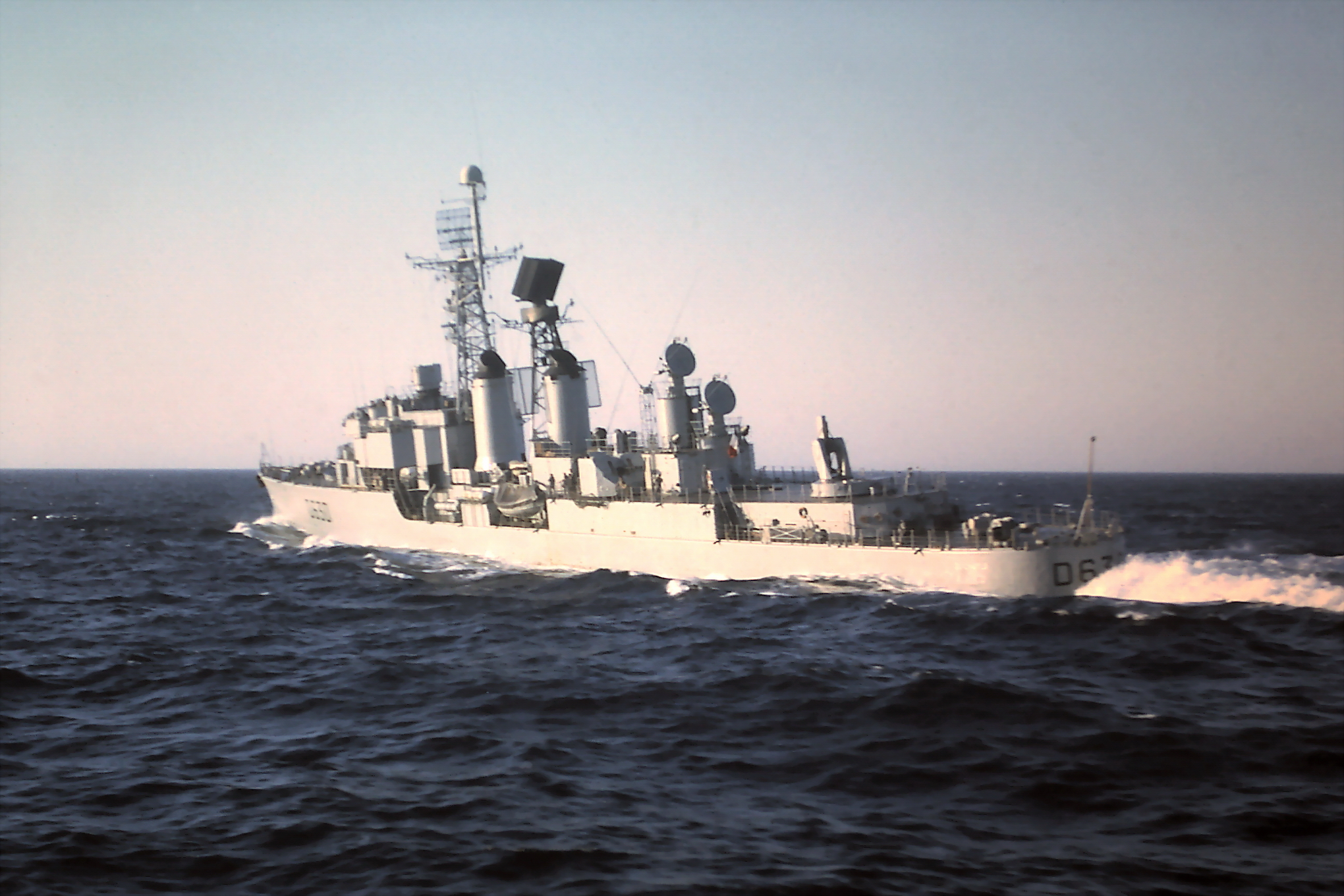
EE Du Chayla refondu Tartar
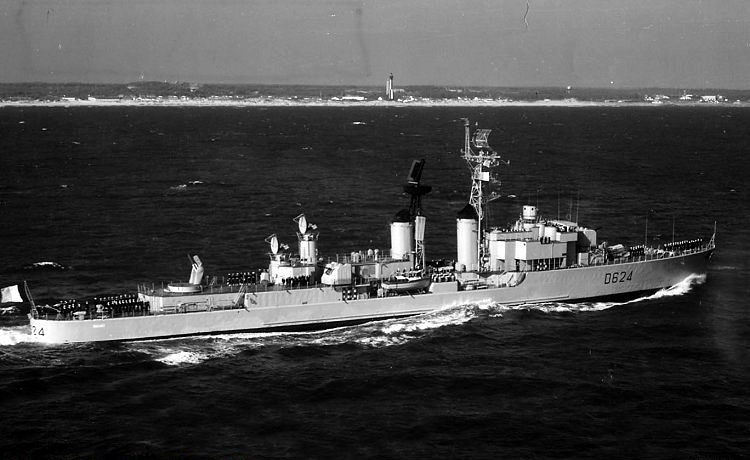
EE Bouvet refondu Tartar

### Lutte ASM

#### Torpilles
Tous les escorteurs d'escadre de la classe T47 étaient équipés à l'origine de tubes lance-torpilles triples, également répartis sur chaque bord, et partagés entre plates-formes de type AT 47 (torpilles longues) et KT 50 (torpilles courtes). Les tubes courts étaient doublés de « valises » contenant chacune trois torpilles, soit six torpilles par poste de tir ; et donc une capacité maximale de dix-huit torpilles par bâtiment.
Les escorteurs d'escadre de la classe T53 ne disposaient que des deux plates-formes pour torpilles longues, sans valise à torpilles de réserve, soit une dotation de six torpilles par bâtiment. Ces tubes longs pouvaient lancer des torpilles courtes.
Le T56 La Galissonnière n'a jamais disposé que des deux plates-formes pour torpilles courtes, mais avec deux valises à torpilles de réserve par plateforme, ce qui lui donnait une dotation maximale (approvisionnement) de dix-huit torpilles (courtes).
Les tubes permettaient de tirer des torpilles ASM de 550 mm de trois modèles différents, les anciennes torpilles longues de type 24 Q, destinées à attaquer les bâtiments de surface, furent rapidement abandonnées.
| Type | Année | Emploi        | Propulsion          | Poids    | Longueur | Vitesse  | Portée   | Profondeur |
| ---- | ----- | ------------- | ------------------- | -------- | -------- | -------- | -------- | ---------- |
| 24 Q | 1924  | Surface       | air comprimé/alcool | 1 720 kg | 7,12 m   | 35 nœuds | 15 000 m |            |
| K2   | 1956  | ASM           | turbine à gaz       | 1 104 kg | 4,40 m   | 50 nœuds | 1 500 m  | 300 m      |
| L3   | 1961  | ASM / surface | moteur électrique   | 910 kg   | 4,30 m   | 25 nœuds | 5 000 m  | 300 m      |

Lancement d'une torpille L3 d'exercice à bord de l'EE Kersaint
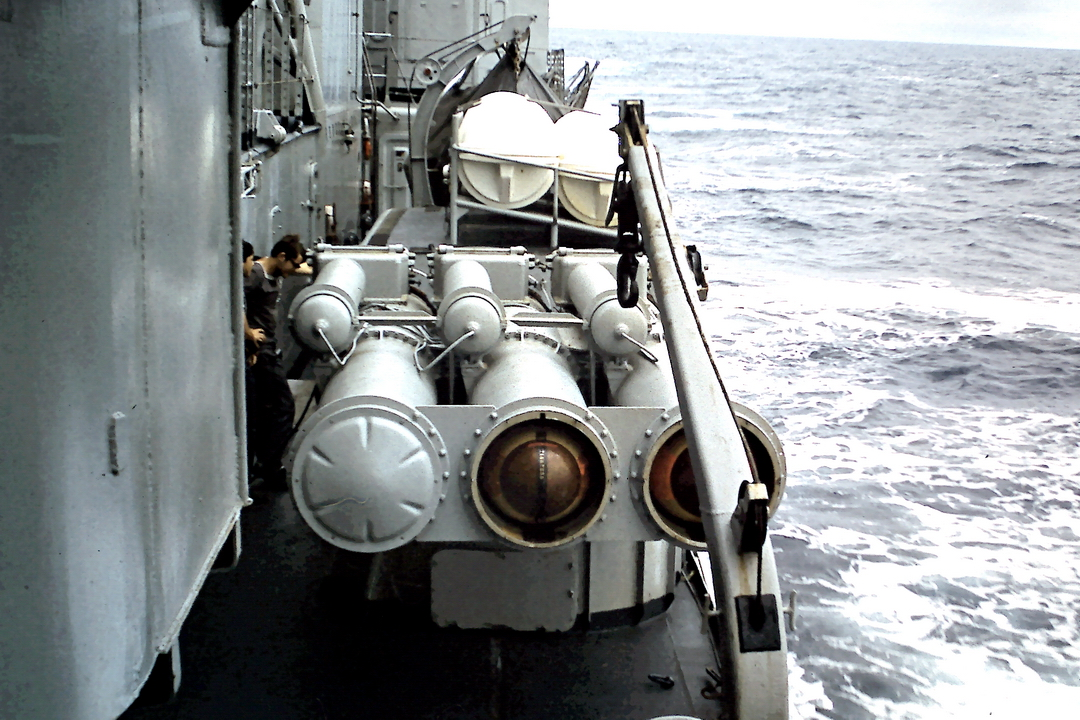
Préparation du tube lance-torpille
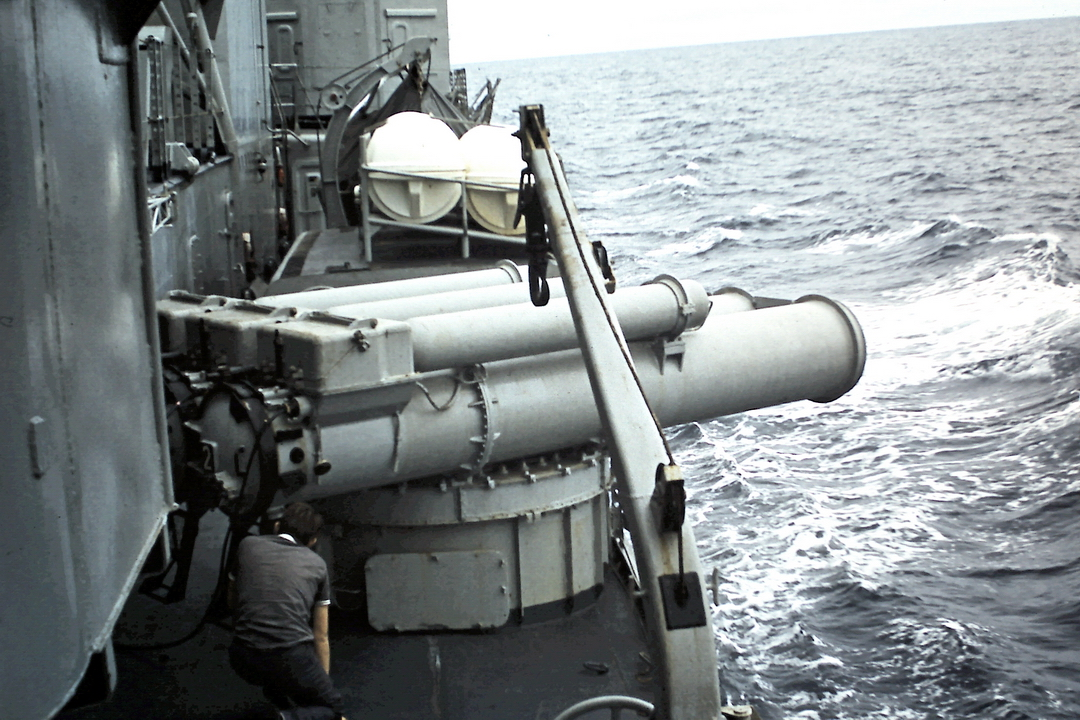
Orientation de la plateforme
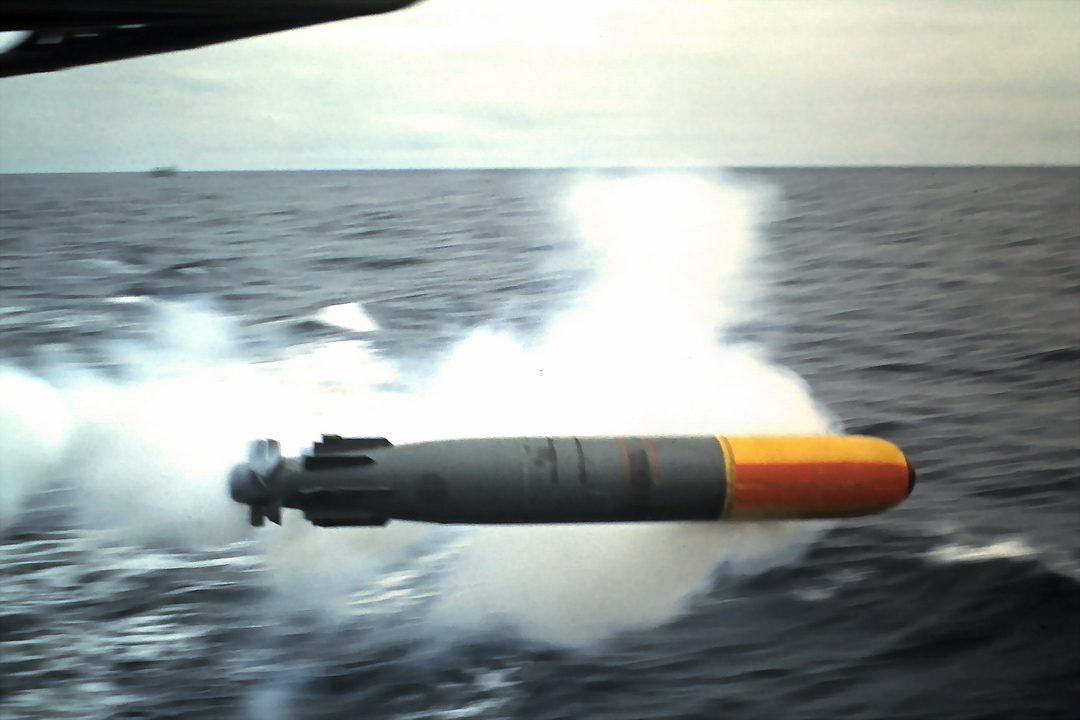
Lancement de la torpille

#### Lance-roquettes ASM de375mm
Le lance-roquettes ASM sextuple était dérivé d'un modèle quadritube développé par la firme suédoise Bofors et mis en service dans la marine royale suédoise à partir de 1955. Construit en France par Creusot-Loire, il prit l'appellation de « lance-roquettes de 375 mm ASM modèle 1954 ». Il équipait dès leur construction les escorteurs d'escadres type T53 et fut installé sur les escorteurs d'escadres T47 au moment de leurs refontes ASM ou AA.

#### Missiles ASM Malafon

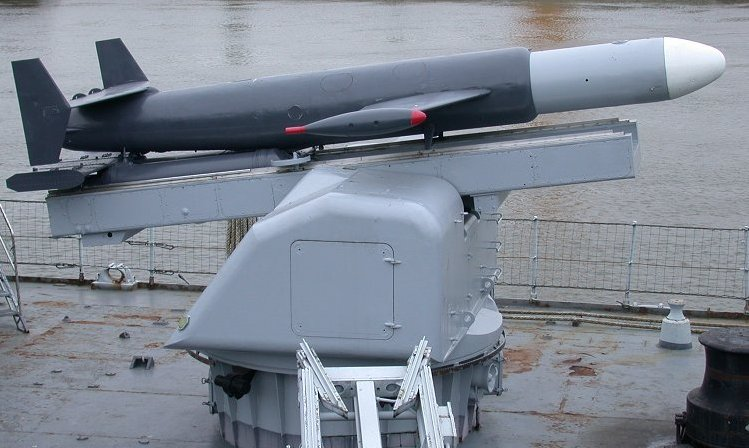
Missile Malafon sur le Maillé-Brézé

Conçu à partir de 1956, le Malafon était un missile destiné à la lutte ASM. C'était un planeur, porteur d'une torpille de type L4, propulsé au départ par deux accélérateurs à poudre qui lui permettaient de parcourir une distance allant jusqu'à 13 km. Arrivé sur son objectif, le freinage provoqué par son parachute lui faisait larguer sa torpille. Une fois immergée, elle effectuait un cercle de repérage avant d'engager la poursuite de sa cible. Équipant exclusivement des bâtiments français, le Malafon n'a jamais été tiré vers une cible militaire réelle. « Bien qu'ayant marqué son époque par son côté insolite et une multitude d'histoires entourant ses essais et exercices, le Malafon était parfois considéré comme « plus dangereux pour le bâtiment qui le tirait que pour la cible visée », selon les propos d'un ancien du Maillé Brézé. ».
Le Malafon a équipé d'origine le T56 La Galissonnière en 1966, avant d'être installé sur les cinq T47 refondus ASM : Destrée en 1968, Maillé-Brézé en 1969, Vauquelin, Casabianca et Guépratte en 1970.

#### Mortier quadruple de305mm
Un mortier quadruple ASM de calibre 305 mm modèle 1958, d'une portée de 2 700 mètres a équipé le seul T56 La Galissonnière.

### Objectifs de surface
Les cibles terrestres pouvaient, outre l'artillerie de 100 et 127 mm, être traitées par l'artillerie de 57 mm et le mortier ASM du La Galissonnière à la condition de se rapprocher à moins de 6 km des côtes.
Les cibles maritimes de surface pouvaient être engagées par l'artillerie du bord et les torpilles de type L3, voire le missile Malafon.
Le Duperré a été le seul à disposer, à partir de 1974, de quatre missiles mer-mer Exocet MM38 et de missiles AS-12 portés par un hélicoptère Lynx.

## Détection

### Radars
| Fonction                     | T47       | T53       | T56       |
| ---------------------------- | --------- | --------- | --------- |
| Veille surface et navigation | DRBV 30   | DRBV 31   | DRBV 50   |
| Veille combinée              | DRBV 11   | DRBV 22 A | DRBV 22 A |
| Veille aérienne              | DRBV 20 A |           |           |
| Altimétrie                   |           | DRBI 10 B | DRBI 10 B |

Lors de leur refonte, les quatre escorteurs d'escadre T47 modifiés pour recevoir le missile Tartar seront équipés d'un radar tridimensionnel Hughes AN/SPS 39 en remplacement du DRBV 11 placé sur le mât arrière.

### Sonars
Sur les T47 et T53 :
- DUBV 1B pour la veille ;
- DUBA 1B pour l'attaque.

Sur le T56 voué à la lutte ASM, plusieurs sonars seront montés à titre expérimental, dont le sonar remorqué français DUBV 40 Y reprenant l'électronique du sonar américain SQS 503.

## Liste des escorteurs d'escadre
Tous les escorteurs d'escadre ont été baptisés du nom d'un marin français célèbre (voir les notes).
| Type | Indicatif visuel | Nom              | Lieu de construction | Service actif | Refonte  | Missile | Désarmement | Notes    |
| ---- | ---------------- | ---------------- | -------------------- | ------------- | -------- | ------- | ----------- | -------- |
| T47  | D621             | Surcouf          | Arsenal de Lorient   | 01/11/1955    | CF 1961  |         | 05/05/1972  | [ N 9 ]  |
| T47  | D622             | Kersaint         | Arsenal de Lorient   | 20/03/1956    | AA 1965  | Tartar  | 03/03/1984  |          |
| T47  | D623             | Cassard          | AC Bretagne          | 14/04/1956    | CF 1962  |         | 01/06/1976  |          |
| T47  | D624             | Bouvet,          | Arsenal de Lorient   | 13/05/1956    | AA 1965  | Tartar  | 01/06/1983  | [ N 13 ] |
| T47  | D625             | Dupetit-Thouars  | Arsenal de Brest     | 15/09/1956    | AA 1963  | Tartar  | 30/08/1988  |          |
| T47  | D626             | Chevalier Paul   | FC Gironde           | 22/12/1956    | CF 1962  |         | 01/07/1971  |          |
| T47  | D627             | Maillé-Brézé     | Arsenal de Lorient   | 04/05/1957    | ASM 1969 | Malafon | 01/04/1988  | [ N 17 ] |
| T47  | D628             | Vauquelin        | Arsenal de Lorient   | 03/11/1956    | ASM 1970 | Malafon | 06/04/1987  |          |
| T47  | D629             | D'Estrées        | Arsenal de Brest     | 19/03/1957    | ASM 1968 | Malafon | 03/07/1985  | [ N 20 ] |
| T47  | D630             | Du Chayla        | Arsenal de Brest     | 04/06/1957    | AA 1964  | Tartar  | 15/11/1991  |          |
| T47  | D631             | Casabianca       | AC Bretagne          | 04/05/1957    | ASM 1970 | Malafon | 01/12/1984  |          |
| T47  | D632             | Guépratte        | FC Gironde           | 06/06/1957    | ASM 1970 | Malafon | 05/08/1985  |          |
| T53  | D633             | Duperré          | Arsenal de Lorient   | 08/10/1957    |          |         | 01/06/1992  | [ N 25 ] |
| T53  | D634             | La Bourdonnais   | Arsenal de Brest     | 03/03/1958    |          |         | 29/11/1977  |          |
| T53  | D635             | Forbin           | Arsenal de Brest     | 01/02/1958    |          |         | 01/06/1981  |          |
| T53  | D636             | Tartu            | AC Bretagne          | 05/02/1958    |          |         | 30/04/1980  |          |
| T53  | D637             | Jauréguiberry    | FC Gironde           | 15/071958     |          |         | 16/09/1977  |          |
| T56  | D638             | La Galissonnière | Arsenal de Lorient   | 09/07/1962    |          | Malafon | 20/04/1990  |          |

## Événements notables

### EEKersaint- 1956

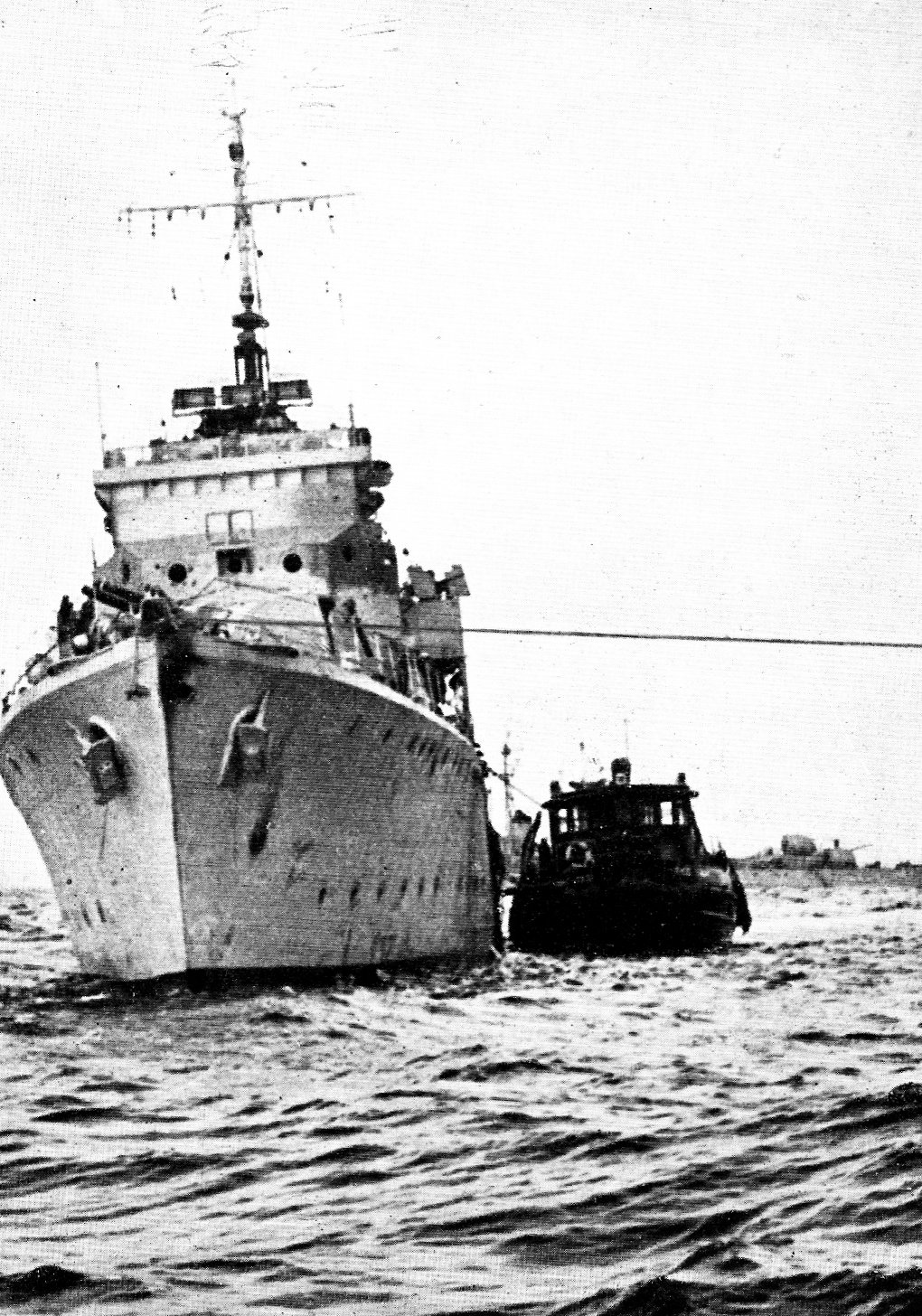
Le destroyer égyptien Ibrahim Al-Awal arrivant à Haïfa après sa capture. On aperçoit au loin la silhouette du Kersaint.

À la suite de la nationalisation du canal de Suez par l'Égypte en 1956, un conflit armé opposa l'Égypte à une coalition comprenant la France, le Royaume-Uni et Israël. Parmi les bâtiments dépêchés sur place, figuraient les tout nouveaux escorteurs d'escadre Surcouf, Kersaint et Bouvet. Chargé de la protection de la côte israélienne, le Kersaint patrouillait devant la ville d'Haïfa en compagnie du Surcouf. Dans la nuit du 30 au 31 octobre, à 3 h 32 du matin, un bâtiment non identifié, situé à 3 milles  sur l'avant bâbord du Kersaint, ouvrit le feu en direction du Mont Carmel. Le Kersaint répliqua aussitôt en tirant 65 coups de son artillerie de 127 mm entre 3 h 35 et 3 h 55. Encadré par les tirs, le navire ennemi prit alors la fuite. Le Kersaint, handicapé par une avarie de sa ligne d'arbre tribord, ne put le poursuivre. Deux destroyers israéliens interceptèrent le navire fuyard peu après qu'il eut été atteint par plusieurs obus et deux roquettes tirées par deux avions Ouragan israéliens,.
Il s'agissait du destroyer de la marine égyptienne Ibrahim al-Awwal, un ancien destroyer d'escorte britannique de la classe Hunt, vendu à l'Égypte en novembre 1949 sous un premier nom de Mohamed Ali el Kebir. Remorqué dans le port d'Haïfa, il fut intégré dans la marine israélienne sous le nom de Haïfa. Désarmé en 1968, il servit de cible à un missile Gabriel en 1972.
C'est à bord du Kersaint que le général de Gaulle, président du conseil, passa en revue la flotte française à Toulon le 14 juillet 1958.

### EETartuet EED'Estrées- 1961
Le Tartu et le D'Estrées se sont abordés au cours d'un exercice nocturne en Méditerranée, le 9 novembre 1961. Il n'y a pas eu de victime mais, les deux bâtiments ayant été endommagés, ils  ont dû immédiatement rejoindre la base algérienne de Mers el-Kébir. Le D'Estrées a été réparé sur place et a pu repartir à Toulon dès le 14 pour entrer en grand carénage. L'étrave du Tartu ayant été enfoncée, une réparation provisoire le maintient dans ce port avant qu'il puisse rentrer à Toulon pour recevoir une étrave neuve le 29 novembre.

### EESurcouf- 1971
Le Surcouf a connu un destin tragique. Le 26 mars 1960, il fut abordé une première fois au large de l'île de Groix par le cargo Léognan, avec de sévères dégâts matériels mais aucune victime.
Le 6 juin 1971 vers 4 h du matin, alors qu'il naviguait au sein d'une formation navale "souple" au large de Carthagène (Espagne), un pétrolier soviétique, le General Botcharov, l'aborda par tribord. Pénétrant profondément dans la chaufferie avant, entre l'arrière du bloc passerelle et la cheminée avant du bâtiment français, le navire soviétique le sectionna pratiquement en deux. Le groupe naval se porta à son secours et procéda à l'évacuation de l'effectif non indispensable de l'équipage, une quinzaine de marins demeurant dans la partie arrière - la plus stable. Le Tartu tenta, au bout de 4 heures, un remorquage (par l'arrière) ; mais la partie avant (d'environ 50 mètres de long), qui ne tenait plus que par le bordé bâbord de la coque, s'en désolidarisa et coula. Seule la partie arrière put être remorquée, d'abord jusqu'à Carthagène, avant de finalement rejoindre Toulon le 2 juillet 1971.
Le bilan de l'accident s'établit à neuf disparus (les mécaniciens de la chaufferie avant) et un blessé grave (le boulanger du bord), qui décédera de ses brûlures au Centre de traitement des grands brûlés de l'hôpital Édouard-Herriot de Lyon.
Numérotée Q 495 le 22 mai 1972, la coque rescapée servira de cible à un missile anti-navire Exocet qui la coulera quelques mois plus tard,.

### EEDupetit-Thouars- 1972
Le Dupetit-Thouars, en mission à Djibouti, patrouillait au sud de la mer Rouge. Le 14 mars 1972, dans le détroit du Bab-el-Mandeb, il fut pris pour cible par une pièce d'artillerie (deux chars selon des témoignages) de la République démocratique populaire du Yémen installée sur l'île Périm. Les quatre obus qui touchèrent le navire firent cinq blessés légers. Le gouvernement sud-yéménite présenta ses excuses officielles à la France le lendemain.

### EEGuépratte- 1972
Le 5 juillet 1972, le Guépratte avait embarqué les familles des marins pour la traditionnelle sortie en mer annuelle au large de l'île du Levant. L'heure avançant, le capitaine de frégate commandant l'unité décida vers 15 h 30 de pousser les feux pour permettre aux civils d'être de retour à terre à une heure raisonnable. La vague engendrée par une vitesse de 25 nœuds sur une mer d'huile se propagea jusqu'à la côte, provoquant un raz-de-marée qui créa le chaos sur une plage du Lavandou, culbuta et blessa une quarantaine de baigneurs et provoqua le décès d'une jeune fille qui se trouvait à bord d'un petit bateau,. Le commandant fut relevé de ses fonctions et quitta le commandement le 11 juillet.

### EELa Bourdonnais- 1973
Le second épisode de la série télévisée La mer est grande a été tourné à bord de l'EE La Bourdonnais durant l'été 1973. Il relate les relations difficiles entre un midship chargé de la sécurité et son commandant. Le bâtiment figure au générique de la série en six épisodes qui est diffusée à partir du 27 septembre 1973 sur la deuxième chaîne de l'ORTF.

### EEJauréguiberry- 1977
C'est sur ce bâtiment que furent tournées les séquences du film Le Crabe-tambour de Pierre Schœndœrffer. En janvier 1977, le Jauréguiberry appareilla de Lorient pour une mission habituelle d'assistance aux pêcheurs de terre-neuve. Outre le personnel et les équipements spécifiques à ces missions particulières, s'ajoutèrent les six principaux acteurs du film, quinze techniciens et tout le matériel de prise de vue. Plusieurs brèves sorties, réalisées les 24, 25 et 26 janvier, permirent les prises de vue extérieures à partir de l'escorteur rapide Le Picard et d'un hélicoptère Super Frelon de la marine nationale. Suivirent les prises de vue à quai avant le départ final de Lorient le 29 janvier. Le Jauréguiberry rentrera à Lorient le 14 mars à la fin de sa mission.
Le film a été nommé six fois au César du cinéma 1978 et a remporté trois trophées.

### EEDuperré- 1978
À la suite d'une erreur de navigation lors d'un fort coup de vent, le Duperré talonna dans le raz de Sein le 12 janvier 1978 à 23 h 20. Toute la ligne d'arbre bâbord, de l'hélice jusqu'aux turbines, fut détruite et une brèche, longue de 35 mètres, provoqua une voie d'eau considérable, inondant tous les compartiments machine et privant l'escorteur de propulsion. Après une évacuation de la majeure partie de l'équipage par le canot de sauvetage de l'île de Sein, le bâtiment put être remorqué jusqu'à Brest le lendemain. Il entra au bassin le 13 janvier à 18 h 30. L'étendue des dégâts fit hésiter à sa remise en état. Il ne sera finalement réparé que le 30 novembre 1979, avec du matériel provenant de l'EE La Bourdonnais qui venait d'être désarmé.

### EEMaillé-Brézé- 1988

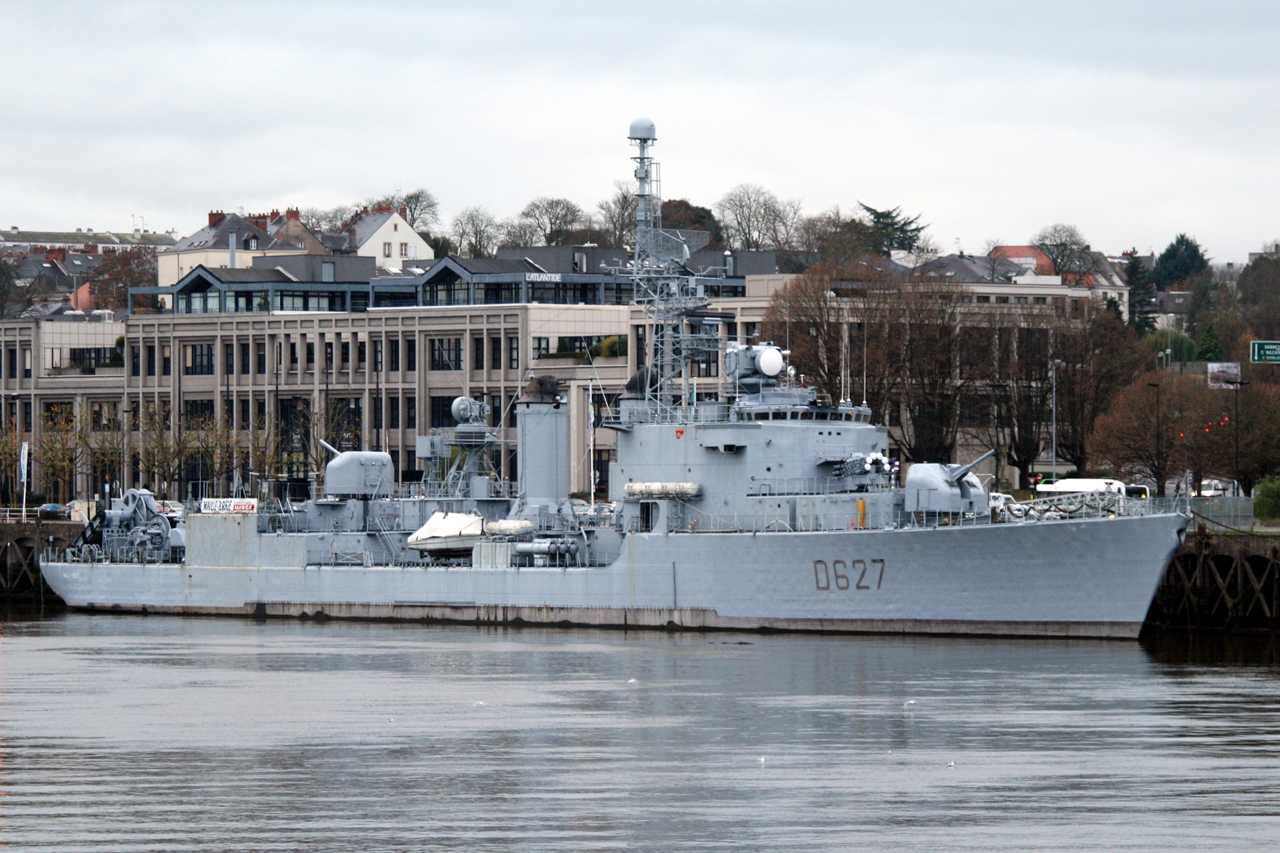
Le Maillé-Brézé, premier musée naval à flot, amarré quai de la Fosse à Nantes.

Le 1er avril 1988, à Brest, le Maillé-Brézé a été retiré du service actif. Après le débarquement des munitions et le départ des derniers marins, il est devenu la coque Q 661.
Pris en charge par plusieurs remorqueurs le 8 juin, il a été remorqué jusqu'à Nantes où il s'est amarré au quai de la Fosse. Le 1er juillet 1988, il a été officiellement remis à l'association Nantes Marine Tradition créée en 1983 et devint ainsi le premier musée naval à flot en France. Bien que le Maillé-Brézé ait été construit à l'arsenal de Lorient, c'est à proximité, aux Ateliers et chantiers de Bretagne de Nantes, que trois de ses sister-ships, le Cassard, Le Casabianca et le Tartu ont été construits.
Le 28 octobre 1991, le Maillé-Brézé est entré au classement des monuments historiques français.

## Modélisme

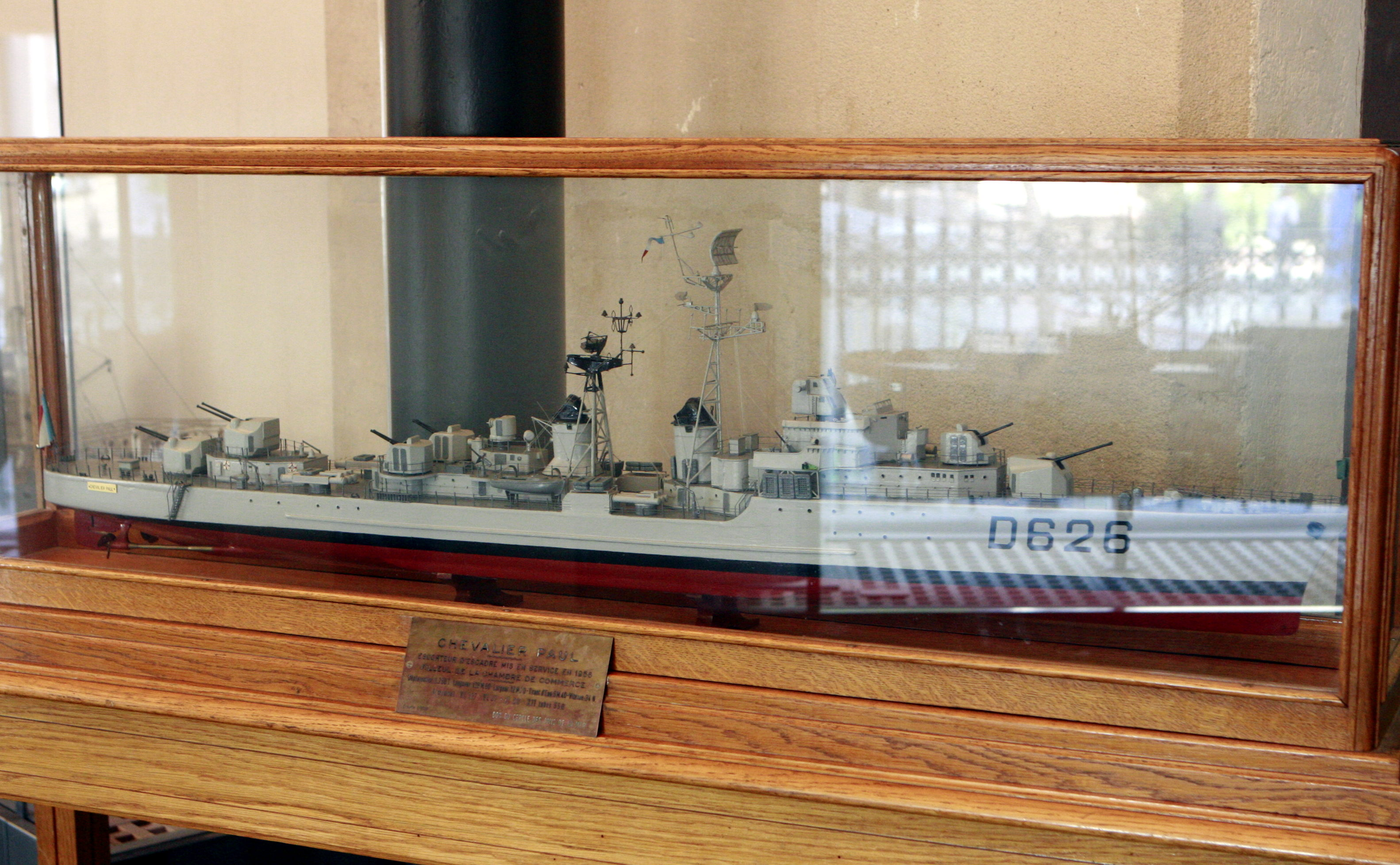
Maquette de l'EE Chevalier Paul

- Plusieurs escorteurs d'escadre (Surcouf, Kersaint, Dupetit-Thouars, Maillé-Brézé, Forbin…) ont été proposés en maquettes plastiques au 1/400e par Heller.
- Une maquette en bois au 1/100e du Surcouf a été proposée par la marque New maquette (référence 71001080) dans les années 1950 et a été supprimée du catalogue vers 2005.